# Коулфилд (Тенеси)
Коулфилд (енгл. Coalfield) насељено је место без административног статуса у америчкој савезној држави Тенеси.

## Демографија
По попису из 2010. године број становника је 2.463.
| Група             | 2000.    | 2010.         |
| Белци             | 0 (0,0%) | 2.409 (97,8%) |
| Афроамериканци    | 0 (0,0%) | 2 (0,1%)      |
| Азијати           | 0 (0,0%) | 2 (0,1%)      |
| Хиспаноамериканци | 0 (0,0%) | 8 (0,3%)      |
| Укупно            | 0        | 2.463         |